# Richard Hook Richens
Richard Hook Richens (1919 - 1984) fue un botánico inglés, Director del "Commonwealth Bureau of Plant Breeding and Genetics" de la Cambridge University, y muy conocido por sus estudios del género Ulmus. Su más famosa publicación fue la seminal Elm  publicada en 1983, donde describe muchos olmos formalmente tratados como especies y eran variedades o subespecies de Ulmus minor, notablemente el olmo inglés, que renombra como U. minor var. vulgaris. Esas aproximaciones han sido sumamente criticadas desde su deceso, y algunas de sus taxonomías cambiadas o descartadas.

## Algunas publicaciones
- 1955. Studies on Ulmus 1. The range of variation of East Anglian elms. Watsonia 3: 138-153
- 1956. Elms. New Biology 20: 7-29
- 1958. Studies on Ulmus II. The village elms of southern Cambridgeshire. Forestry 31: 132-146
- 1959. Studies on Ulmus III. The village elms of Hertfordshire. Forestry 32: 138-154
- 1960. Cambridgeshire elms. Nature in Cambridgeshire 3: 18-22
- 1961a. Studies on Ulmus IV. The village elms of Huntingdonshire and a new method for exploring taxonomic discontinuity. Forestry 34: 47-64
- 1961b. Studies on Ulmus V. The village elms of Bedfordshire. Forestry 34: 185-206
- 1965. Studies on Ulmus VI. Fenland elms. Forestry 38: 225-235
- 1967. Studies on Ulmus VII. Essex elms. Forestry 40: 185-206
- 1968. The correct designation of the European Field Elm. Feddes Repertorium Speciorum Novarum Regni Vegetabilis 79: 1-2
- 1969. A summary of the papers published and research in progress by the members of the staff of the School of Agriculture and its associated research organisations, during the period October 1st, 1968-September 30th 1969. Ed. University of Cambridge. School of Agriculture. 24 pp.
- 1976. Variation, cytogenics and breeding of the European Field Elms. Annales Forestales Analiza Sumartsvo (Zagreb) 7: 107-141
- 1977. New designations in Ulmus minor Mill. Taxon 26: 583-584
- 1978. Multivariate analysis of the elms of northern France and England: pooled analysis of the elm populations of northern France and England. Silvae Genetica 27: 85-95. (coautor Jeffers, J.N.R.)
- 1980. On fine distinctions in Ulmus L. Taxon 29: 305-312
- 1981. Elms (Genus Ulmus). En: Hora, B. (ed.) The Oxford Encyclopaedia of Trees of the World. Oxford: OUP, 150-152
- 1984. Ulmus × hollandica Miller var. insularum Richens var. nov. Watsonia 15: 105-108
- 1985. The elms of Wales. Forestry 58: 9-25

### Libros
- 1945. Forest tree breeding and genetics. Ed. Cambridge, Eng., Imperial Bureau of Plant Breeding and Genetics. 79 pp.
- 1946. The New Genetics of the Soviet Union. (coautor con P.S. Hudson) 87 pp.
- 1983. Elm. Cambridge: Cambridge University Press. 359 pp. ISBN 0-521-24916-3

- La abreviatura «Richens» se emplea para indicar a Richard Hook Richens como autoridad en la descripción y clasificación científica de los vegetales.[1]